# Stauropoctonus townesorum
Stauropoctonus townesorum är en stekelart som beskrevs av Ian D. Gauld och Mitchell 1981. Stauropoctonus townesorum ingår i släktet Stauropoctonus och familjen brokparasitsteklar. Inga underarter finns listade i Catalogue of Life.